# Jackie Moore (cestista 1932)
John T. Moore, detto Jackie (Filadelfia, 24 settembre 1932), è un ex cestista statunitense, professionista nella NBA.

## Palmarès
- Campionato NBA: 1

Philadelphia Warriors: 1956